# 第1親衛戦車軍 (ロシア陸軍)
第1親衛戦車軍（だい1しんえいせんしゃぐん、ロシア語: 1-я гвардейская танковая Краснознамённая армия）は、ロシア陸軍の軍。モスクワ軍管区に属しており、作戦・戦略司令部（OSK）としての資格を持つ軍管区の指揮下にある。

## 概要
第1親衛戦車軍は、モスクワの防衛を担当しておりNATOとの戦争が発生した場合には地上反撃の主導をとる部隊である。

## 歴史

### 大祖国戦争
1943年1月30日の最高司令部指令No.46021により、北西戦線においてオスタシコフ近郊の第29軍司令部に基づいて第1戦車軍が編成された。指揮官には1941年9月から1942年4月まで第1親衛戦車旅団を指揮したミハイル・カトゥコフが任命され、同旅団が第1戦車軍の核となった。1941年11月11日の赤軍総司令官命令No.1337によって第1親衛戦車旅団は戦車兵の行動の模範とするよう定められた。このような命令は、戦時中では唯一であった。
第1親衛戦車旅団は、アンドレイ・ヘットマン将軍率いる第6戦車軍団とともに、グジャツク、シチョフカ、カルマノボ付近での激戦に参加し、スモレンスク地方の解放に貢献した。
1943年2月15日以降、第1戦車軍はミハイル・ホージン将軍の特別班の一員となった。1943年4月にはヴォロネジ戦線に配置され、第48戦車軍団や第2SS装甲軍団を撃破した。その後、第4次ハリコフ攻防戦で知られるルミャンツェフ作戦に参加。第1戦車軍の損失は、戦車288両喪失、417両被弾であった。
1944年4月25日、ソ連国防人民委員会の命令第0016号により第1戦車軍は、侵略者を撃退するために戦闘任務を巧みに遂行し英雄と勇気を示しと評価され、第1親衛戦車軍に改称された。
1944年には第1ウクライナ戦線、白ロシア戦線に転換され、リヴォフ＝サンドミール作戦、ヴィスワ＝オーデル攻勢に参加。1945年では2月から3月にかけて東プロイセン攻勢、4月から5月にかけてベルリンの戦いに参加した。
第1親衛戦車軍は、ソビエト連邦の54都市、ポーランドの72都市、ドイツの25都市を解放した。これらの功績により、127の勲章が授与され、8万人以上の陸軍兵士が表彰、そのうち117人がソ連邦英雄の称号を与えられた。第1親衛戦車軍の戦闘記録には、破壊・鹵獲した戦車5,500両、自走砲491門、航空機1,161機、装甲車・装甲人員輸送車1,251両、銃器4,794門、迫撃砲1,545門、機関銃5,797門、自動車31,064台の戦績が記録されている。

### 冷戦からソ連崩壊、そして解隊
第二次世界大戦終戦後、第1親衛戦車軍はドレスデンに司令部を置いてドイツ民主共和国領内に留まり、ドイツ駐留ソ連軍（西部軍集団）の一員としてワルシャワ条約機構の西部辺境に配置された。1968年8月21日、ドナウ作戦に参加した。
1986年チェルノブイリ原子力発電所事故の事故処理に参加した。1992年からは、スモレンスク作戦地域にある西ロシアの前線部隊となった。1994年には、第一次チェチェン紛争に参加。1999年に第1親衛戦車軍は解体された。

### 再編成以降
第1親衛戦車軍は、ロシア連邦大統領令に基づき、2014年11月13日に再編成された。この再編成は一般に知られることなく行われ、第1親衛戦車軍の再編成が知られるようになったのは2015年6月上旬のことだった。部隊の指揮官は、かつて第20親衛諸兵科連合軍を率いていたアレクサンドル・チャイコが任命された。

### ウクライナ侵攻
第1親衛戦車軍は、ウクライナ侵攻でハリキウでのウクライナ軍の第4独立戦車旅団と交戦し大規模な損害を受けた。

## 編制

### 2021年
- 軍司令部
  - 第4親衛戦車師団
  - 第47戦車師団
  - 第2親衛自動車化狙撃師団
  - 第27独立親衛自動車化狙撃旅団
  - 第288砲兵旅団
  - 第112親衛ミサイル旅団
  - 第49高射ミサイル旅団
  - 第60統制旅団
  - 第96独立偵察旅団
  - 第6工兵連隊
  - 第20放射線・化学・生物防護連隊
  - 第231独立爆発物処理大隊
  - 第231独立通信大隊（オスナズ）

## 歴代司令官
| 代              | 氏名                                                        | 階級            | 在任期間                        |
| 1943年 - 1999年 | 1943年 - 1999年                                             | 1943年 - 1999年 | 1943年 - 1999年                 |
| --------------- | ----------------------------------------------------------- | --------------- | ------------------------------- |
| 1               | ミハイル・カトゥコフ Катуков Михаил Ефимович                | 大将            | 1943年1月30日 - 1948年4月20日   |
| 2               | エフティヒ・ベロフ Белов Евтихий Емельянович                | 中将            | 1948年5月20日 - 1950年11月20日  |
| 3               | ピョートル・ゴヴォルネンコ Говоруненко Пётр Дмитриевич      | 少将            | 1950年11月20日 - 1953年12月11日 |
| 4               | イワン・ヤクボフスキー Якубовский Иван Игнатьевич           | 中将            | 1953年12月21日 - 1957年7月10日  |
| 5               | ウラジミール・トルブコ Толубко Владимир Фёдорович           | 中将            | 1957年7月10日 - 1958年4月16日   |
| 6               | ウラジミール・ウホフ Ухов Владимир Дмитриевич               | 中将            | 1958年4月16日 - 1961年3月11日   |
| 7               | エフゲニー・イワノフスキー Ивановский Евгений Филиппович    | 中将            | 1961年3月11日 - 1965年12月29日  |
| 8               | コンスタンティン・コジャノフ Кожанов Константин Григорьевич | 中将            | 1965年12月29日 - 1968年10月18日 |
| 9               | イワン・ゲラシモフ Герасимов Иван Александрович             | 中将            | 1968年10月18日 - 1971年11月22日 |
| 10              | ピョートル・ルシェフ Лушев Пётр Георгиевич                  | 中将            | 1971年11月22日 - 1973年7月30日  |
| 11              | ボリス・スネツコフ Снетков Борис Васильевич                 | 中将            | 1973年7月30日 - 1975年7月7日    |
| 12              | ニコライ・ポポフ Попов Николай Иванович                     | 中将            | 1975年7月7日 - 1979年4月13日    |
| 13              | ローマン・サヴォチキン Савочкин Роман Михайлович            | 中将            | 1979年4月13日 - 1981年1月6日    |
| 14              | ウラジミール・オシポフ Осипов Владимир Васильевич           | 中将            | 1981年1月 - 1983年5月           |
| 15              | ボリス・シェイン Шеин Борис Петрович                        | 中将            | 1983年5月 - 1986年9月           |
| 16              | アナトリー・チェルニシェフ Чернышев Анатолий Куприянович    | 中将            | 1986年9月 - 1990年7月           |
| 17              | ゲンナディ・コリシキン Колышкин Геннадий Андреевич          | 中将            | 1990年7月 - 1992年2月           |
| 18              | レオンティ・シェフツォフ Шевцов Леонтий Павлович            | 中将            | 1992年2月 - 1993年2月           |
| 19              | ヴァシリー・ソゼドフ Соседов Василий Петрович               | 中将            | 1993年2月 - 1995年8月           |
| 20              | ヴィクトル・ロスキン Рощин Виктор Михайлович                | 中将            | 1995年8月 - 1999年              |
| 2014年 -        |                                                             |                 |                                 |
| 1               | アレクサンドル・チャイコ Чайко Александр Юрьевич            | 中将            | 2014年11月 - 2017年4月          |
| 2               | アレクセイ・アヴデーエフ Авдеев Алексей Юрьевич             | 中将            | 2017年4月 - 2018年4月           |
| 3               | セルゲイ・キセル Кисель Сергей Александрович                | 中将            | 2018年4月 - 2023年3月           |
| 4               | ニコライ・テレシチェンコ Терещенко Николай Андреевич        | 中将            | 2023年3月 - 2024年8月           |
| 5               | ヴィタリー・ポドルズニー Подлесный Виталий Александрович    | 中将            | 2024年8月 -                     |